# Rosvitha Okou
Rosvitha Okou (Costa de Marfil, 5 de septiembre de 1986) es una atleta marfileña, especialista en la prueba de 100 m vallas, en la que logró ser medallista de bronce africana en 2018

## Carrera deportiva
En el Campeonato Africano de Atletismo de 2018 celebrado en Asaba (Nigeria) ganó la medalla de bronce en los 100 m vallas, con un tiempo de 13.39 segundos, tras la nigeriana Oluwatobiloba Amusan (oro con 12.86 segundos) y la sudafricana Rikenette Steenkamp (plata con 13.18 segundos).